# 소리아노주

소리아노주의 위치

소리아노주(스페인어: Departamento de Soriano)는 우루과이 서부에 위치한 주로 주도는 메르세데스이며 면적은 9,008km2, 인구는 82,594명(2011년 기준)이다. 북쪽으로는 리오네그로주, 남쪽으로는 콜로니아주, 동쪽으로는 플로레스주와 접하며 서쪽으로는 아르헨티나와 국경을 접한다.

주기
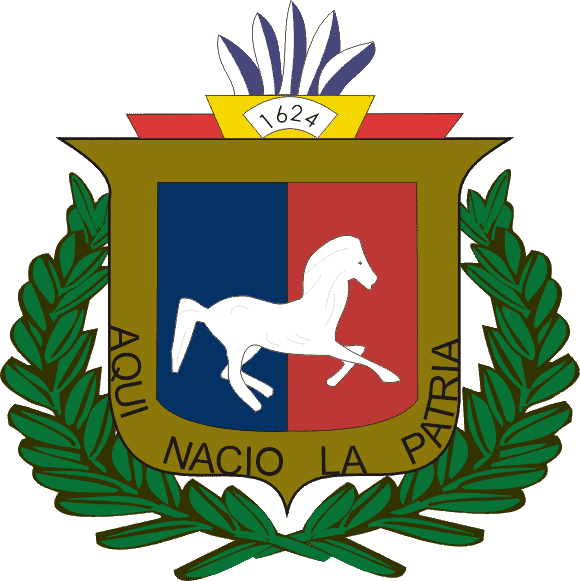
주 문장